# Магомедаминов, Ачало Магомедович
Ачало Магомедович Магомедаминов (28 апреля 1974) —  российский спортсмен, а ныне — тренер, специализируется по ушу, также тренирует и рукопашный бой. Заслуженный тренер России. Он воспитал 10 чемпионов мира, 20 чемпионов Европы. Заслуженный работника физкультуры и спорта Дагестана.

## Спортивная карьера
Как спортсмен был чемпионом России. Является старшим тренером сборной Дагестана и ДЮСШ имени Ахматова города Кизляр. В 2013 году его воспитанник Али Абдулхаликов стал чемпионом мира. В том же 2013 году министерством  по физической культуре и спорту Дагестана он был признан лучшим тренером республики. В мае 2016 года воспитанники Ачало Магомедаминова выступили на чемпионате Европы по ушу-саньда в Москве, где золото завоевали: Али Абдулхаликов, Магомед Абдулхаликов, Шамиль Мусаев, Расул Омаров, Дамада Магомедов, серебро у Гитиномагомеда Магомедова. Это лучший результат тренерской работы за всю историю ушу-саньда в России и Европе. 28 июня 2016 года ему было присвоено звание заслуженный тренер России. 5 октября 2016 года на республиканском форуме «Дагестан спортивный» он получил из рук заместителя министра спорта России Марины Томиловой почётный знак «Заслуженного тренера России». В декабре 2016 года два его воспитанника: Али и Магомед Абдулхаликовы министерством по физической культуре и спорту Дагестана признаны лучшими спортсменами в неолимпийских вида спорта. В конце августа 2017 года отправился в Тайбэй на Универсиаду в качестве наставника студенческой сборной России, на которой Али Магомедов стал бронзовым призёром. По итогам 2021 года стал лучшим тренером по ушу-саньда в Дагестане. В июне 2024 года вместе с Магомедали Магомедовым был тренером сборной России на играх БРИКС, где золото завоевали: Арсен Умалатов (до 56 кг), Шамиль Лабазанов (до 65 кг) и Джапар Магомедов (до 85 кг), а Абдулкасим Магомедшапиев (до 75 кг) стал обладателем серебряной медали. В 2024 году был старшим тренером сборной России по ушу-саньда.

## Известные воспитанники
- Али Абдулхаликов — чемпион мира, чемпион России;
- Шамиль Мусаев — чемпион мира, чемпион России;
- Магомед Абдулхаликов — призёр чемпионата мира, чемпион России;
- Джапар Магомедов — чемпион России, победитель Игр БРИКС;
- Омарасхаб Давудов — чемпион России;
- Раджап Алюков — чемпион России;
- Абдулбасир Тамарилаев — чемпион России;
- Раджаб Гаджиев — чемпион России.